# Lata Mangeshkar

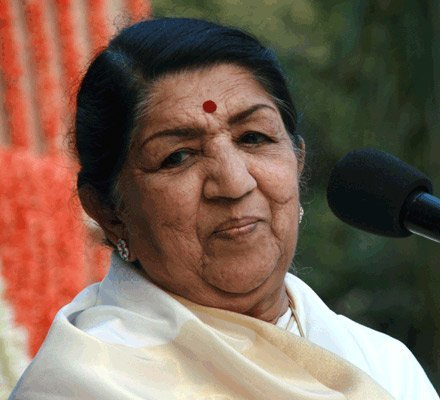
Mangeshkar im Jahr 2008

Lata Mangeshkar (weitere Vornamen: Hema Latika; Marathi: लता मंगेशकर; * 28. September 1929 in Indore, Madhya Pradesh; † 6. Februar 2022 in Mumbai) war eine indische Sängerin. Sie sang im Playback die Lieder für mehr als 1.000 Filme, wofür sie auch Nachtigall Indiens genannt wird, und gehörte zu den bekanntesten und angesehensten indischen Künstlerinnen und Künstlern. Sie war neben der klassischen Sängerin M. S. Subbulakshmi die einzige Sängerin, die mit dem Bharat Ratna, dem höchsten indischen Orden, ausgezeichnet wurde.
Lata Mangeshkar wurde von 1974 bis 1991 im Guinness-Buch der Rekorde für „die meisten Liedaufnahmen weltweit“ geführt. Der Anspruch war, dass sie zwischen 1948 und 1974 rund 25.000 Solo-, Duett- und Hintergrundchor-Aufnahmen in 20 indischen Sprachen gesungen haben soll. Im Laufe der Jahre wurden Bedenken in Bezug auf die Richtigkeit dieses Anspruchs erhoben, und es wurde behauptet, dass diese Zahl stark übertrieben sei und es „nur“ circa 10.000 Aufnahmen seien. Als Sängerin war sie noch in den 2000er Jahren aktiv. Lata Mangeshkars jüngere Schwester, Asha Bhosle, hat mehr Songs aufgenommen und wird seit 2011 offiziell im Guinness-Buch der Rekorde in dieser Kategorie geführt.

## Leben
Mangeshkar wurde 1929 als erstes von fünf Geschwistern geboren und wuchs in Maharashtra auf. Ihr Vater gab ihr Gesangsstunden. Vier ihrer Geschwister haben ebenfalls eine musikalische Karriere eingeschlagen; am bekanntesten von ihnen ist ihre Schwester Asha Bhosle.
Ihren ersten Filmsong nahm Lata Mangeshkar 1942 für den Film Kiti Hasaal auf; nach Intervention ihres Vaters, der im selben Jahr starb, wurde das Lied jedoch wieder aus dem Film entfernt. Nach dem Tod des Vaters trat sie in Kleinstrollen in Marathi- und Hindi-Filmen auf. Ab 1947 etablierte sie sich als Playbacksängerin für Bollywoodfilme, das heißt, ihre Songs wurden als Playback für die Darsteller gespielt, aber auch indienweit im Radio (All India Radio) gespielt. Mit dem Song Aayega Aanewaala von Khemchand Prakash aus dem Film Mahal für die Schauspielerin Madhubala hatte sie 1949 ihren großen Durchbruch. In den 1950er Jahren wurde sie zur Lieblingssängerin der Komponisten Shankar-Jaikishan, Sachin Dev Burman, C. Ramchandra, Madan Mohan, Hemant Kumar und Salil Choudhury. Sie nahm romantische Duette mit dem Sänger Manna Dey für Raj-Kapoor-Filme auf und sang für den Regisseur Bimal Roy (Madhumati, 1958).
Mit den Naushad-Kompositionen Mohe panghat und Jab pyaar kiya to darna kya aus dem Film Mughal-e-Azam (1960), dargestellt von Madhubala, hatte Mangeshkar große Hits. In den 60er Jahren arbeitete sie dann verstärkt mit S. D. Burman und nahm zahlreiche Duette mit ihren Kollegen Mohammed Rafi und Kishore Kumar auf. Zu den erfolgreichsten Filmen dieser Zeit gehören Guide (1965) und Jewel Thief (1967) mit Dev Anand. In den späten 60er Jahren begann auch S. D. Burmans Sohn Rahul Dev Burman zu komponieren und mit Lata Mangeshkar zu arbeiten.
Für Meena Kumari sang sie in deren letztem Film, dem Bollywood-Klassiker Pakeezah (1971), und bei Hrishikesh Mukherjees Abhimaan (1973) mimte Jaya Bachchan zu Mangeshkars Stimme. Die führenden indischen Filmkomponisten der 70er Jahre waren Laxmikant-Pyarelal, Mohammed Zahur Khayyam und R. D. Burman, die Latas Gesang mochten und sie häufig gemeinsam mit Kishore Kumar singen ließen. Viele der Liedtexte wurden von Anand Bakshi, Gulzar oder Majrooh Sultanpuri geschrieben.
In den 1980er Jahren reduzierte Lata Mangeshkar ihre Arbeit für den Film, um auch jüngeren Talenten Platz zu machen. Sie arbeitete inzwischen mit den Kindern von Komponisten, die den Beruf ihrer Väter ergriffen hatten; neben Sachin und Rahul Dev Burman auch Chitragupta und seine Söhne Anand-Milind, Roshan (Großvater des Schauspielers Hrithik Roshan) und sein Sohn Rajesh Roshan sowie Sardar Malik und sein Sohn Anu Malik.
Der Song Yaara seeli seeli aus dem von ihr produzierten Film Lekin... (1990), für den der Regisseur Gulzar den Text schrieb und ihr Bruder Hridaynath Mangeshkar die Musik komponierte, gilt als einer der besten, den sie je gesungen hat. In den 1990er Jahren nahm sie auch viele Nicht-Filmsongs auf, darunter Ghazala mit Jagjit Singh. Sie begann mit A. R. Rahman zu arbeiten und hatte unter anderem Gesangsbeiträge in den Filmen Dil Se, Page 3, Bewafaa, Lucky: No Time for Love, Veer-Zaara und Rang De Basanti.
Am 11. Januar 2022 wurde sie mit COVID-19-Symptomen in eine Intensivstation in Mumbai eingeliefert, wo sie am 6. Februar 2022 im Alter von 92 Jahren starb. Indische Behörden kündigten ein Staatsbegräbnis und zwei Tage Staatstrauer an. Die Reserve Bank of India verschob zudem eine Entscheidung über ihre Zinspolitik aufgrund des Todes von Mangeshkar.

## Auszeichnungen
Neben vier Filmfare Awards wurden ihr auch
- 1969 Padma Bhushan von der indischen Regierung
- 1989 Dadasaheb Phalke Award
- 1990 Raja-Lakshmi Award von der Sri Raja-Lakshmi Foundation, Chennai
- 1999 Padma Vibhushan von der indischen Regierung
- 2001 Bharat Ratna von der indischen Regierung
- 2009 Ritter der Ehrenlegion (Frankreich)[4]

verliehen.